# Conil de la Frontera
Conil de la Frontera est une ville d'Espagne dans la province de Cadix, communauté autonome d'Andalousie, sur la côte Atlantique.

## Géographie

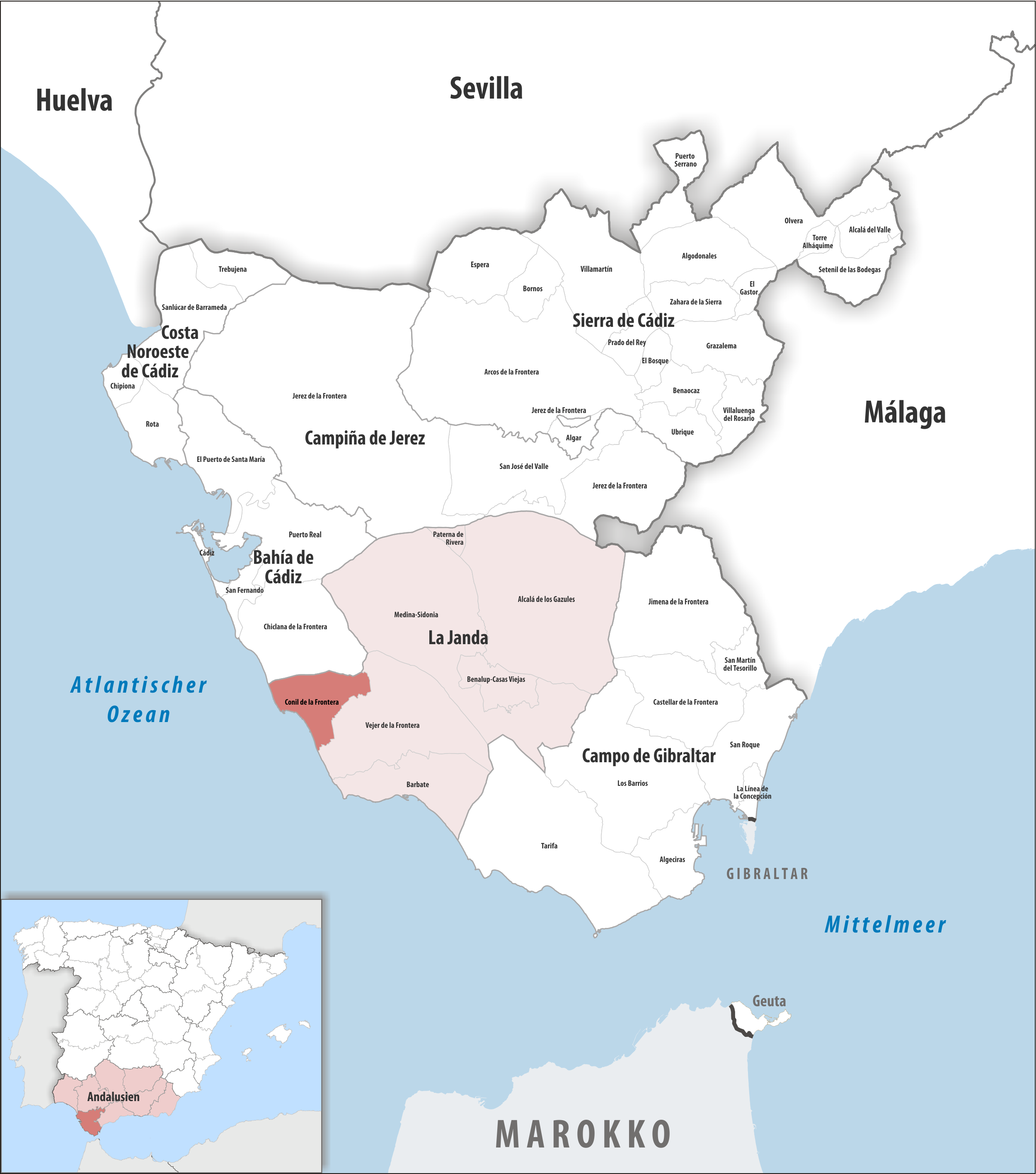
Conil de la Frontera dans la province de Cadix / en Andalousie

### Localisation
Conil de la Frontera est une commune côtière dans la comarque de la Janda, dans l'ouest de la province de Cadix, en Andalousie. Elle est bordée à l'ouest par l'océan Atlantique.
Cadix est à 46 km au nord-ouest, 
Jerez de la Frontera à 65 km au nord, 
Algésiras à 84 km au sud-est, 
Gibraltar à 109 km au sud-est.

### Description
La ville possède six plages : Playa La Fontanilla, Playa El Roqueo (avec un bunker de la guerre civile de 1936), Playa Fuente del Gallo, Playa Punta Lejos, Playa Cala del Aceite et Playa los Bateles. La dernière est la plus longue et la plus populaire durant l'été. Conil de la Frontera est surtout une ville pour les vacances où la majorité des touristes sont Espagnols, même si on entend souvent parler allemand aussi.

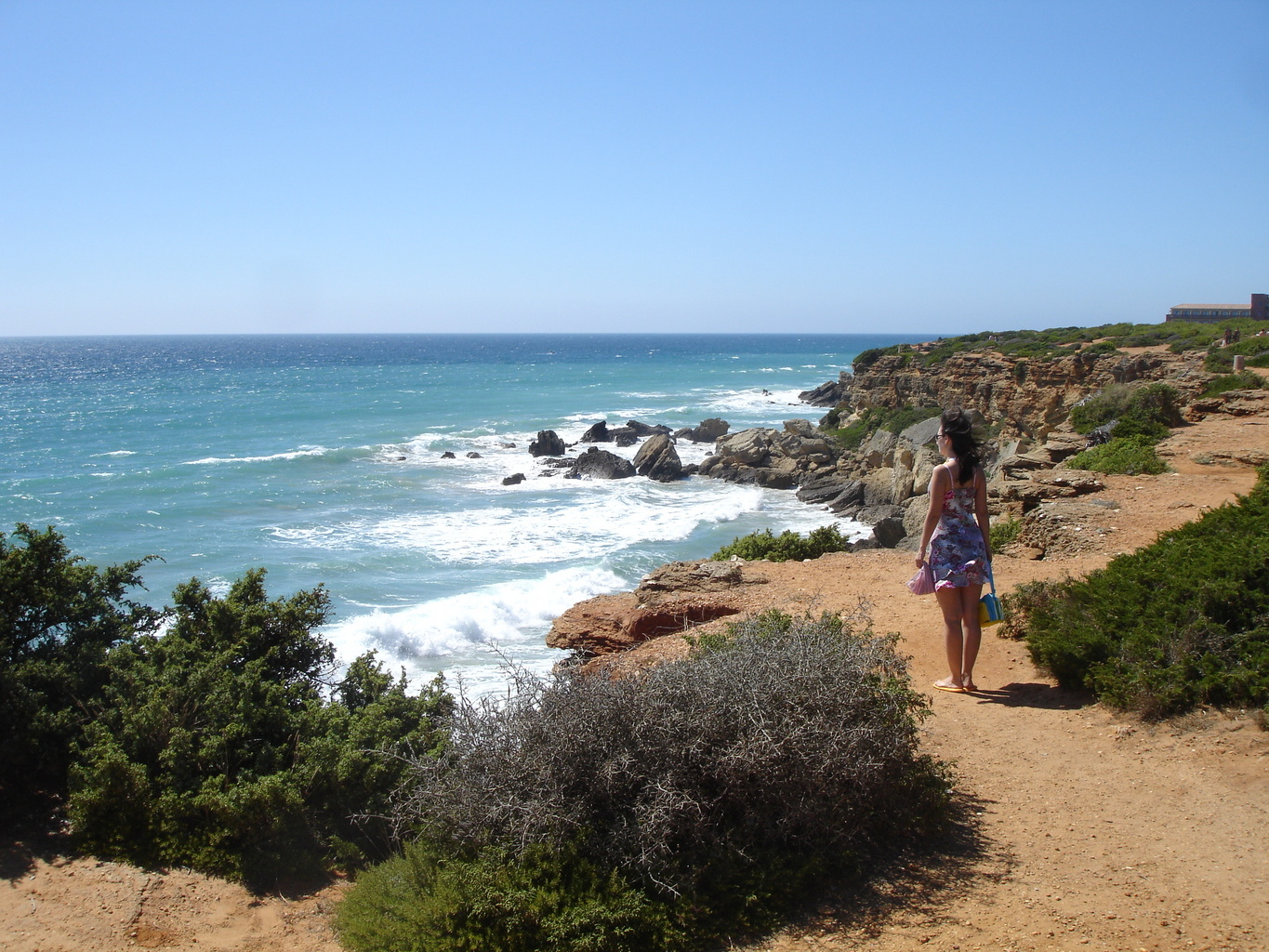
Zone de falaises à Roche
(village au N-O de Conil).

## Histoire

### Préhistoire
La Fontanilla est un site côtier vers la plage du même nom, à la périphérie de la ville de Conil de la Frontera.
Dès 1995 une publication signalait l'existence d'un grand nombre de pièces de mobilier lithique divers en surface du sol (grattoirs, burins, lames et lamelles, racloirs, denticulés, éclats, pointes, etc), de type solutréen. 

Dans le cadre de l'extension récente (années 2010) de la zone urbaine, une étude d'archéologie préventive a pu approfondir les connaissances sur ce site de chasseurs-cueilleurs. Le site se trouve à l'air libre et près de la ligne de côte actuelle, deux caractéristiques inhabituelles dans les sites solutréens sur le versant atlantique et méditerranéen de la péninsule ibérique. Deux datations ont été obtenues par thermoluminescence : 17771 +/- 1216 BP et 17416 +/- 1374 BP.

## Démographie
Sa population est d'environ 21 000 habitants.

## Filmographie
- Aquella feria vestida de luto (ou Aquella fiesta vestida de luto, en français Cette Fête vêtue de deuil), documentaire de Dany Ruz (2005, 1 h 10 min) sur l'exécution de 11 jeunes par les franquistes en septembre 1936 et le travail de mémoire actuel (avec Antonio Roldán Muñoz (es), ancien maire de la ville)[7]